# Morena Dlinnaja
Die Morena Dlinnaja (Transkription von russisch Морена Длинная ‚Lange Moräne‘) ist eine Moräne in den Prince Charles Mountains des ostantarktischen Mac-Robertson-Lands. Sie liegt unmittelbar südöstlich des Nunataks Gora Pogrebënnaja.
Russische Wissenschaftler benannten sie deskriptiv.